# Euonymus indicus
Euonymus indicus är en benvedsväxtart som beskrevs av Heyne och William Roxburgh. Euonymus indicus ingår i släktet Euonymus och familjen Celastraceae. Inga underarter finns listade.